# In vacanza dal nonno
In vacanza dal nonno (冬冬的假期S, Dōng dōng de jiàqīP) è un film del 1984 diretto dal regista Hou Hsiao-Hsien.

## Trama
Mentre la mamma è in ospedale, il giovane Dongdong e la sorellina passano un'estate dal nonno, osservando l'incomprensibile mondo degli adulti e le malefatte di un cugino che mette incinta una ragazza ed è amico di due rapinatori. Dopo I ragazzi di Feng Kuei, Hou prosegue il suo scavo nella memoria, affidandosi a un romanzo della sceneggiatrice Chu Tien-wen.

## Riconoscimenti
Il film ha vinto il premio della giuria al Festival del film di Locarno nel 1985.